# موسی‌آباد (نوشهر)
موسی‌آباد روستایی در دهستان خیرودکنار بخش مرکزی شهرستان نوشهر استان مازندران ایران است.

## جمعیت
بر پایه سرشماری عمومی نفوس و مسکن در سال ۱۳۹۵ جمعیت این روستا ۱٬۸۱۷ نفر (۶۰۲خانوار) بوده‌است. مردم موسی‌آباد از قومیت طبری هستند. مردم موسی‌آباد به زبان طبری با گویش کجوری سخن می‌گویند.